# Лисицын, Виктор Михайлович
Виктор Михайлович Лисицын (р. 18.03.1939) — российский учёный в области электрофизики, доктор физико-математических наук, профессор Томского политехнического университета, заслуженный деятель науки РФ.

## Биография
Родился 18.03.1939 г. в г. Кант, Киргизия, там же учился в средней школе.
Окончил Томский политехнический институт по специальности «Диэлектрики и полупроводники»(1962) и его аспирантуру (1965). В 1966 г. в Томском государственном университете защитил кандидатскую диссертацию по специальности «Физика твёрдого тела».
В ТПИ: ассистент кафедры физики (1966—1968), старший преподаватель кафедры общей физики (1968—1970), доцент (1970), профессор (1982), декан электрофизического факультета (1982—1987), зав. кафедрой светотехники и источников света (1970—1992), зав. кафедрой лазерной и световой техники (1992—2013), профессор той же кафедры (2013—2018), с 2018 профессор Отделения материаловедения Инженерной школы новых производственных технологий ТПУ.
Читал учебные курсы: «Физика», «Физика твёрдого тела», «Радиационная физика твёрдого тела», «Светотехнические материалы», «Фотометрия», «Приёмники и источники света», «Метрология оптических измерений», «Взаимодействие излучения с веществом».
В 1980 г. в Институте физики Латвийской АН защитил докторскую диссертацию по специальности «Физика твёрдого тела»:
- Образование радиационных дефектов при распаде электронных возбуждений в кристаллах со сложной структурой решётки : диссертация … доктора физико-математических наук : 01.04.07. — Томск, 1979. — 274 с. : ил.

Научные интересы: радиационная физика твёрдого тела; взаимодействие излучения с веществом; импульсная спектрометрия; катастрофические процессы в диэлектриках при импульсном воздействии; люминесценция.

## Основные достижения
- доказал возможность распада электронных возбуждений на пары структурных дефектов в кристаллах фторидов щёлочноземельных металлов;
- разработал физическую модель эволюции преобразования первичных радиационных дефектов в устойчивые при условиях эксперимента в ионных кристаллах;
- доказал возможность образования околопримесных экситонов в щелочногалоидных кристаллах;
- установил возможность формирования нанодефектов в сильнодефектных кристаллах сцинтилляционных материалов на основе LiF с поливалентными активаторами, вольфраматов и молибдатов металлов;
- показал, что в процессах преобразования излучения возбуждения в люминофорах активную роль играют собственные дефекты кристалла.

Подготовил 9 докторов и 32 кандидата наук.
Председатель оргкомитетов 8-17-й Международных конференций по радиационной физике и химии неорганических материалов (1993, 1996, 1999, 2000, 2003, 2006, 2009, 2012, 2014, 2016).
Изобретатель СССР (1989). Заслуженный деятель науки РФ (1996).

## Сочинения
- Радиационная физика твёрдого тела : учеб. пос. для студентов … по напр. подготовки 200200 — Оптотехника / В. М. Лисицын ; ФАО, ГОУ ВПО «Томский политехнический ун-т». — Томск : Изд-во Томского политехнического ун-та, 2008. — 171 с. : ил., табл.; 21 см; ISBN 5-98298-777-6
- Спектральные измерения с временным разрешением : учеб. пос. для студентов спец. 200203 «Оптико-электронные приборы и системы» / В. М. Лисицын, В. И. Корепанов ; ФАО, ГОУ ВПО «Томский политехнический ун-т». — Томск : Изд-во Томского политехнического ун-та, 2008. — 90 с. : ил.; 21 см; ISBN 5-98298-311-X